# 14.ª etapa del Giro de Italia 2019
La 14.ª etapa del Giro de Italia 2019 tuvo lugar el 25 de mayo de 2019 entre Saint-Vincent y Courmayeur sobre un recorrido de 131 km y fue ganada en solitario por el ciclista ecuatoriano Richard Carapaz del equipo Movistar, quién completó su segunda victoria de etapa en la presente edición del Giro y se convirtió en el nuevo portador de la Maglia Rosa. Así mismo, Carapaz se convirtió en el primer ciclista de su país en vestir la Maglia Rosa y en liderar una gran vuelta.

## Clasificación de la etapa
| \| Clasificación de la etapa \| Clasificación de la etapa \| Clasificación de la etapa \| Clasificación de la etapa \| Clasificación de la etapa \| \| Ciclista \| Ciclista \| Equipo \| Tiempo \| \| \| ------------------------- \| ------------------------- \| ------------------------- \| ------------------------- \| ------------------------- \| \| 1.º \| Richard Carapaz \| Movistar Team \| 4 h 02 min 23 s \| \| \| 2.º \| Simon Yates \| Mitchelton-Scott \| + 1 min 32 s \| \| \| 3.º \| Vincenzo Nibali \| Bahrain-Merida \| + 1 min 54 s \| \| \| 4.º \| Rafał Majka \| Bora-Hansgrohe \| + 1 min 54 s \| \| \| 5.º \| Mikel Landa \| Movistar Team \| + 1 min 54 s \| \| \| 6.º \| Miguel Ángel López \| Astana \| + 1 min 54 s \| \| \| 7.º \| Pavel Sivakov \| Team Ineos \| + 1 min 54 s \| \| \| 8.º \| Primož Roglič \| Team Jumbo-Visma \| + 1 min 54 s \| \| \| 9.º \| Joe Dombrowski \| EF Education First \| + 1 min 54 s \| \| \| 10.º \| Damiano Caruso \| Bahrain-Merida \| + 2 min 01 s \| \| |                    |                    |                 |
| |                    |                    |                 |
| Fuente: ProCyclingStats |                    |                    |                 |
| Clasificación de la etapa |                    |                    |                 |
| Ciclista | Ciclista           | Equipo             | Tiempo          |
| 1.º | Richard Carapaz    | Movistar Team      | 4 h 02 min 23 s |
| 2.º | Simon Yates        | Mitchelton-Scott   | + 1 min 32 s    |
| 3.º | Vincenzo Nibali    | Bahrain-Merida     | + 1 min 54 s    |
| 4.º | Rafał Majka        | Bora-Hansgrohe     | + 1 min 54 s    |
| 5.º | Mikel Landa        | Movistar Team      | + 1 min 54 s    |
| 6.º | Miguel Ángel López | Astana             | + 1 min 54 s    |
| 7.º | Pavel Sivakov      | Team Ineos         | + 1 min 54 s    |
| 8.º | Primož Roglič      | Team Jumbo-Visma   | + 1 min 54 s    |
| 9.º | Joe Dombrowski     | EF Education First | + 1 min 54 s    |
| 10.º | Damiano Caruso     | Bahrain-Merida     | + 2 min 01 s    |

## Clasificaciones al final de la etapa

### Clasificación general(Maglia Rosa)
| \| Clasificación general \| Clasificación general \| Clasificación general \| Clasificación general \| Clasificación general \| \| Ciclista \| Ciclista \| Equipo \| Tiempo \| \| \| --------------------- \| --------------------- \| --------------------- \| --------------------- \| --------------------- \| \| 1.º \| Richard Carapaz \| Movistar Team \| 58 h 35 min 34 s \| \| \| 2.º \| Primož Roglič \| Team Jumbo-Visma \| + 7 s \| \| \| 3.º \| Vincenzo Nibali \| Bahrain-Merida \| + 1 min 47 s \| \| \| 4.º \| Rafał Majka \| Bora-Hansgrohe \| + 2 min 10 s \| \| \| 5.º \| Mikel Landa \| Movistar Team \| + 2 min 50 s \| \| \| 6.º \| Bauke Mollema \| Trek-Segafredo \| + 2 min 58 s \| \| \| 7.º \| Jan Polanc \| UAE Team Emirates \| + 3 min 29 s \| \| \| 8.º \| Pavel Sivakov \| Team Ineos \| + 4 min 55 s \| \| \| 9.º \| Simon Yates \| Mitchelton-Scott \| + 5 min 28 s \| \| \| 10.º \| Miguel Ángel López \| Astana \| + 5 min 30 s \| \| |                    |                   |                  |
| |                    |                   |                  |
| Fuente: ProCyclingStats |                    |                   |                  |
| Clasificación general |                    |                   |                  |
| Ciclista | Ciclista           | Equipo            | Tiempo           |
| 1.º | Richard Carapaz    | Movistar Team     | 58 h 35 min 34 s |
| 2.º | Primož Roglič      | Team Jumbo-Visma  | + 7 s            |
| 3.º | Vincenzo Nibali    | Bahrain-Merida    | + 1 min 47 s     |
| 4.º | Rafał Majka        | Bora-Hansgrohe    | + 2 min 10 s     |
| 5.º | Mikel Landa        | Movistar Team     | + 2 min 50 s     |
| 6.º | Bauke Mollema      | Trek-Segafredo    | + 2 min 58 s     |
| 7.º | Jan Polanc         | UAE Team Emirates | + 3 min 29 s     |
| 8.º | Pavel Sivakov      | Team Ineos        | + 4 min 55 s     |
| 9.º | Simon Yates        | Mitchelton-Scott  | + 5 min 28 s     |
| 10.º | Miguel Ángel López | Astana            | + 5 min 30 s     |

### Clasificación por puntos(Maglia Ciclamino)
| Clasificación por puntos | Clasificación por puntos | Clasificación por puntos    | Clasificación por puntos | Clasificación por puntos |
| Ciclista                 | Ciclista                 | Equipo                      | Puntos                   |                          |
| ------------------------ | ------------------------ | --------------------------- | ------------------------ | ------------------------ |
| 1.º                      | Arnaud Démare            | Groupama-FDJ                | 194 pts                  |                          |
| 2.º                      | Pascal Ackermann         | Bora-Hansgrohe              | 183 pts                  |                          |
| 3.º                      | Richard Carapaz          | Movistar Team               | 72 pts                   |                          |
| 4.º                      | Davide Cimolai           | Israel Cycling Academy      | 50 pts                   |                          |
| 5.º                      | Primož Roglič            | Team Jumbo-Visma            | 49 pts                   |                          |
| 6.º                      | Fausto Masnada           | Androni Giocattoli-Sidermec | 45 pts                   |                          |
| 7.º                      | Damiano Cima             | Nippo-Vini Fantini-Faizanè  | 44 pts                   |                          |
| 8.º                      | José Joaquín Rojas       | Movistar Team               | 44 pts                   |                          |
| 9.º                      | Rüdiger Selig            | Bora-Hansgrohe              | 38 pts                   |                          |
| 10.º                     | Simon Yates              | Mitchelton-Scott            | 35 pts                   |                          |

### Clasificación de la montaña(Maglia Azzurra)
| Clasificación de la montaña | Clasificación de la montaña | Clasificación de la montaña | Clasificación de la montaña | Clasificación de la montaña |
| Ciclista                    | Ciclista                    | Equipo                      | Puntos                      |                             |
| --------------------------- | --------------------------- | --------------------------- | --------------------------- | --------------------------- |
| 1.º                         | Giulio Ciccone              | Trek-Segafredo              | 166 pts                     |                             |
| 2.º                         | Richard Carapaz             | Movistar Team               | 64 pts                      |                             |
| 3.º                         | Ilnur Zakarin               | Katusha-Alpecin             | 42 pts                      |                             |
| 4.º                         | Gianluca Brambilla          | Trek-Segafredo              | 40 pts                      |                             |
| 5.º                         | Fausto Masnada              | Androni Giocattoli-Sidermec | 35 pts                      |                             |
| 6.º                         | Damiano Caruso              | Bahrain-Merida              | 31 pts                      |                             |
| 7.º                         | Primož Roglič               | Team Jumbo-Visma            | 30 pts                      |                             |
| 8.º                         | Iván Ramiro Sosa            | Team Ineos                  | 30 pts                      |                             |
| 9.º                         | Mikel Nieve                 | Mitchelton-Scott            | 28 pts                      |                             |
| 10.º                        | Domenico Pozzovivo          | Bahrain-Merida              | 26 pts                      |                             |

### Clasificación de los jóvenes(Maglia Bianca)
| Clasificación del mejor joven | Clasificación del mejor joven | Clasificación del mejor joven | Clasificación del mejor joven | Clasificación del mejor joven |
| Ciclista                      | Ciclista                      | Equipo                        | Tiempo                        |                               |
| ----------------------------- | ----------------------------- | ----------------------------- | ----------------------------- | ----------------------------- |
| 1.º                           | Pavel Sivakov                 | Team Ineos                    | 58 h 40 min 29 s              |                               |
| 2.º                           | Miguel Ángel López            | Astana                        | + 35 s                        |                               |
| 3.º                           | Valentin Madouas              | Groupama-FDJ                  | + 8 min 15 s                  |                               |
| 4.º                           | Hugh Carthy                   | EF Education First            | + 9 min 43 s                  |                               |
| 5.º                           | Giulio Ciccone                | Trek-Segafredo                | + 18 min 12 s                 |                               |
| 6.º                           | Edward Dunbar                 | Team Ineos                    | + 20 min 55 s                 |                               |
| 7.º                           | Ben O'Connor                  | Dimension Data                | + 26 min 05 s                 |                               |
| 8.º                           | Iván Ramiro Sosa              | Team Ineos                    | + 33 min 15 s                 |                               |
| 9.º                           | Lucas Hamilton                | Mitchelton-Scott              | + 42 min 17 s                 |                               |
| 10.º                          | Nans Peters                   | AG2R La Mondiale              | + 47 min 59 s                 |                               |

### Clasificación por equipos"Super Team"
| Clasificación por equipos | Clasificación por equipos | Clasificación por equipos | Clasificación por equipos |
| Equipo                    | Equipo                    | Tiempo                    |                           |
| ------------------------- | ------------------------- | ------------------------- | ------------------------- |
| 1.º                       | Movistar Team             | 175 h 55 min 50 s         |                           |
| 2.º                       | EF Education First        | + 27 min 37 s             |                           |
| 3.º                       | Bahrain-Merida            | + 31 min 18 s             |                           |
| 4.º                       | Astana                    | + 34 min 17 s             |                           |
| 5.º                       | Ineos                     | + 34 min 38 s             |                           |
| 6.º                       | Mitchelton-Scott          | + 36 min 57 s             |                           |
| 7.º                       | Trek-Segafredo            | + 44 min 18 s             |                           |
| 8.º                       | Bora-hansgrohe            | + 48 min 20 s             |                           |
| 9.º                       | AG2R La Mondiale          | + 55 min 35 s             |                           |
| 10.º                      | Team Jumbo-Visma          | + 1 h 07 min 12 s         |                           |

## Abandonos
- Sam Oomen, abandonó tras sufrir una caída en los primeros kilómetros de la etapa.[2]
- Enrico Barbin, abandonó durante la etapa.[3]